# The Best of Apocalyptica
The Best of Apocalyptica è la prima raccolta del gruppo musicale finlandese Apocalyptica, pubblicata il 21 settembre 2002 dalla Universal Music Group esclusivamente in Giappone.

## Tracce
1. Driven – 3:20
2. Hope – 3:25
3. Enter Sandman – 3:42
4. Nothing Else Matters – 5:36
5. Pray! – 4:22
6. Path – 3:08
7. The Unforgiven – 5:21
8. Refuse/Resist – 3:12
9. Kaamos – 4:41
10. Inquisition Symphony – 5:17
11. Romance – 3:27
12. Harmageddon – 5:11
13. Hall of the Mountain King – 7:16

## Formazione
- Eicca Toppinen – violoncello
- Paavo Lötjönen – violoncello
- Perttu Kivilaakso – violoncello